# Воррінгтон (Флорида)
Воррінгтон (англ. Warrington) — переписна місцевість (CDP) в США, в окрузі Ескамбія штату Флорида. Населення — 15 218 осіб (2020).

## Географія
Воррінгтон розташований за координатами 30°22′57″ пн. ш. 87°17′38″ зх. д. / 30.38250° пн. ш. 87.29389° зх. д. (30.382400, -87.294020).  За даними Бюро перепису населення США в 2010 році переписна місцевість мала площу 23,00 км², з яких 17,95 км² — суходіл та 5,05 км² — водойми.

### Клімат
| Клімат : Воррінгтон     | Клімат : Воррінгтон | Клімат : Воррінгтон | Клімат : Воррінгтон | Клімат : Воррінгтон | Клімат : Воррінгтон | Клімат : Воррінгтон | Клімат : Воррінгтон | Клімат : Воррінгтон | Клімат : Воррінгтон | Клімат : Воррінгтон | Клімат : Воррінгтон | Клімат : Воррінгтон | Клімат : Воррінгтон |
| Показник                | Січ.                | Лют.                | Бер.                | Квіт.               | Трав.               | Черв.               | Лип.                | Серп.               | Вер.                | Жовт.               | Лист.               | Груд.               | Рік                 |
| Абсолютний максимум, °C | 26,7                | 27,8                | 29,4                | 35,0                | 35,6                | 39,4                | 40,0                | 40,6                | 36,7                | 33,3                | 30,0                | 27,8                | 40,6                |
| Середній максимум, °C   | 15,7                | 17,4                | 20,2                | 23,6                | 27,7                | 30,6                | 31,7                | 31,4                | 29,8                | 25,8                | 21,3                | 17,1                | 24,4                |
| Середній мінімум, °C    | 5,6                 | 7,4                 | 10,3                | 13,9                | 18,6                | 22,3                | 23,6                | 23,6                | 21,2                | 15,5                | 10,6                | 7,1                 | 15,0                |
| Абсолютний мінімум, °C  | −14,4               | −11,1               | −6,1                | 0,0                 | 6,7                 | 7,8                 | 16,1                | 15,0                | 7,8                 | −0,6                | −6,1                | −13,9               | −14,4               |
| Норма опадів, мм        | 115                 | 130                 | 139                 | 103                 | 104                 | 145                 | 188                 | 147                 | 156                 | 125                 | 98                  | 105                 | 1555                |
| Днів з дощем            | 9                   | 8                   | 8                   | 6                   | 6                   | 9                   | 13                  | 13                  | 9                   | 7                   | 7                   | 9                   | 104,0               |
| ----------------------- | ------------------- | ------------------- | ------------------- | ------------------- | ------------------- | ------------------- | ------------------- | ------------------- | ------------------- | ------------------- | ------------------- | ------------------- | ------------------- |
| Джерело:                |                     |                     |                     |                     |                     |                     |                     |                     |                     |                     |                     |                     |                     |

## Демографія
Згідно з переписом 2010 року, у переписній місцевості мешкала 14 531 особа в 6232 домогосподарствах у складі 3663 родин. Густота населення становила 632 особи/км².  Було 7424 помешкання (323/км²).
Расовий склад населення:
| - 68,9 % — білих - 21,8 % — чорних або афроамериканців - 2,5 % — азіатів - 1,1 % — корінних американців - 0,1 % — вихідців з тихоокеанських островів - 1,8 % — осіб інших рас |

До двох чи більше рас належало 3,8 %. Частка іспаномовних становила 5,3 % від усіх жителів.
За віковим діапазоном населення розподілялося таким чином: 23,6 % — особи молодші 18 років, 62,4 % — особи у віці 18—64 років, 14,0 % — особи у віці 65 років та старші. Медіана віку мешканця становила 38,0 року. На 100 осіб жіночої статі у переписній місцевості припадало 95,6 чоловіків;  на 100 жінок у віці від 18 років та старших — 92,2 чоловіків також старших 18 років.
Середній дохід на одне домашнє господарство  становив 47 304 долари США (медіана — 36 026), а середній дохід на одну сім'ю — 58 889 доларів (медіана — 43 259). Медіана доходів становила 34 771 долар для чоловіків та 26 337 доларів для жінок. За межею бідності перебувало 25,7 % осіб, у тому числі 53,0 % дітей у віці до 18 років та 5,2 % осіб у віці 65 років та старших.
Цивільне працевлаштоване населення становило 5157 осіб. Основні галузі зайнятості: науковці, спеціалісти, менеджери — 15,8 %, освіта, охорона здоров'я та соціальна допомога — 14,8 %, роздрібна торгівля — 14,3 %.